# Classe Alpino
Le fregate della Classe Alpino sono state alcune delle prime navi costruite per la Marina Militare Italiana nel dopoguerra. La classe era costituita da due unità, l'Alpino e il Carabiniere, entrate in servizio alla fine degli anni sessanta.
La costruzione delle due unità avvenne nel cantiere navale di Riva Trigoso ed inizialmente i loro nomi erano Circe e Climene, ma durante la fase di costruzione nel giugno 1965 vennero ribattezzate rispettivamente Alpino e Carabiniere.

## Caratteristiche
Le due unità hanno rappresentato la seconda generazione di fregate portaelicotteri italiane dopo la precedente classe Bergamini, e rappresentarono un salto qualitativo dal punto di vista sia operativo che tecnologico, essendo dotate di pinne stabilizzatrici antirollio per permettere l'impiego degli elicotteri e delle armi anche in condizioni meteorologiche avverse e furono la prima unità di altura della Marina Militare Italiana ad installare la propulsione tipo CODAG con due turbine a gas Tosi-Metrovick G6 per 15.000 hp e quattro motori diesel Tosi QTV-320 per una potenza di 16.800 CV in grado di garantire una velocità di 29 nodi, abbandonando in tal modo la propulsione a caldaie che aveva caratterizzato tutte le unità fino ad allora costruite. Le turbine a gas venivano innestate sul riduttore di giri (una per asse) e la potenza sviluppata si aggiungeva a quella già erogata dai motori diesel per consentire la navigazione di "tutta forza".
Le due unità, armate con sei cannoni da 76/62 MMI della Oto Melara, e dotate di un elicottero AB212 in versione ASW, erano navi assai moderne, per certi versi strutturalmente simili alle successive Lupo. La loro importanza era tra l'altro data dalla presenza di un elicottero a bordo oltre a una potenza di fuoco contraerea teoricamente elevata. L'armamento antisommergibile era di due lanciasiluri tripli MK 32 per siluri da 324mm e un mortaio lanciabas “Menon” da 305 mm a canna singola.

## Servizio
Queste unità che ebbero come loro base operativa La Spezia e vennero inquadrate nel 1º Gruppo Navale d'Altura della I Divisione Navale.
Il loro compito operativo è stato quello di scoperta, localizzazione e distruzione di sommergibili, protezione di convogli e forze navali dalla minaccia subacquea, scorta ravvicinata antisommergibile, antiaerea e antinave.
Le due unità dopo avere svolto attività di squadra vennero destinate ad altri compiti.
L'Alpino venne destinata a compiti di nave comando e supporto alle forze di Contromisure mine, mentre il Carabiniere a compiti di nave esperienze, ruolo svolto dal precedente Carabiniere.

Immagini di Nave Alpino durante l'esercitazione Cooperative Partner 2004
L'Alpino con un cacciamine turco durante l'esercitazione Cooperativa-Partner 2004
L'Alpino nave comando del MCMFORSOUTH durante l'esercitazione Cooperativa-Partner

## Unità
| Marina Militare - Classe Alpino | Marina Militare - Classe Alpino | Marina Militare - Classe Alpino | Marina Militare - Classe Alpino | Marina Militare - Classe Alpino | Marina Militare - Classe Alpino | Marina Militare - Classe Alpino | Marina Militare - Classe Alpino | Marina Militare - Classe Alpino |
| Matricola                       | Nome                            | Nome originario                 | Cantiere                        | Impostazione                    | Varo                            | Consegna                        | Disarmo                         | Destino finale                  |
| ------------------------------- | ------------------------------- | ------------------------------- | ------------------------------- | ------------------------------- | ------------------------------- | ------------------------------- | ------------------------------- | ------------------------------- |
| F 580/A 5384                    | Alpino                          | Circe                           | Riva Trigoso                    | 27 febbraio 1963                | 10 giugno 1967                  | 4 gennaio 1968                  | 31 marzo 2006                   | Demolita nel 2018               |
| F 581                           | Carabiniere                     | Climene                         | Riva Trigoso                    | 9 gennaio 1965                  | 30 settembre 1967               | 28 aprile 1968                  | 19 novembre 2008                | Demolita nel 2017               |

### Alpino
La fregata Alpino venne sottoposta a lavori di modifica al termine dei quali nel 1996 venne riclassificata nave comando e supporto alle forze di Contromisure mine ed ebbe assegnato il nuovo distintivo ottico A 5384 in sostituzione del precedente F 580.
Nel 2002 dal 18 marzo al 22 giugno ha preso parte ad una Campagna addestrativa in Nord Europa insieme ai cacciamine Crotone e Chioggia.
Nave Alpino è stata nel 2004 nave comando MCMFORSOUTH, il Gruppo Contromisure mine della NATO del Sud Europa nel corso dell'esercitazione Cooperative-Partner nel Mar Nero, ed ha fatto il suo ultimo ammainabandiera alla Spezia il 31 marzo 2006.

### Carabiniere
Il Carabiniere dopo avere svolto per circa un quarto di secolo attività di squadra, dal 1º aprile 1992 è stata posto alle dipendenze di Maridipart La Spezia e sottoposto ad un ciclo di grandi lavori terminati il 31 dicembre 1994, che hanno comportato lo sbarco di cinque dei sei cannoni 76/62 e del lanciabombe antisom K 113 Menon, per essere destinato a compiti di piattaforma per lo sviluppo dei sistemi di combattimento che la Marina Militare impiegherà sulle unità navali di nuova generazione. Il Carabiniere ha rilevato in questo compito Nave Quarto che, inizialmente costruita come nave da sbarco, si era dimostrata non idonea al compito cui era stata destinata ed era stata adattata a nave esperienze rilevando nel 1975 in tale compito l'Aviere.

Immagini di Nave Carabiniere prima e dopo la trasformazione in nave esperienze
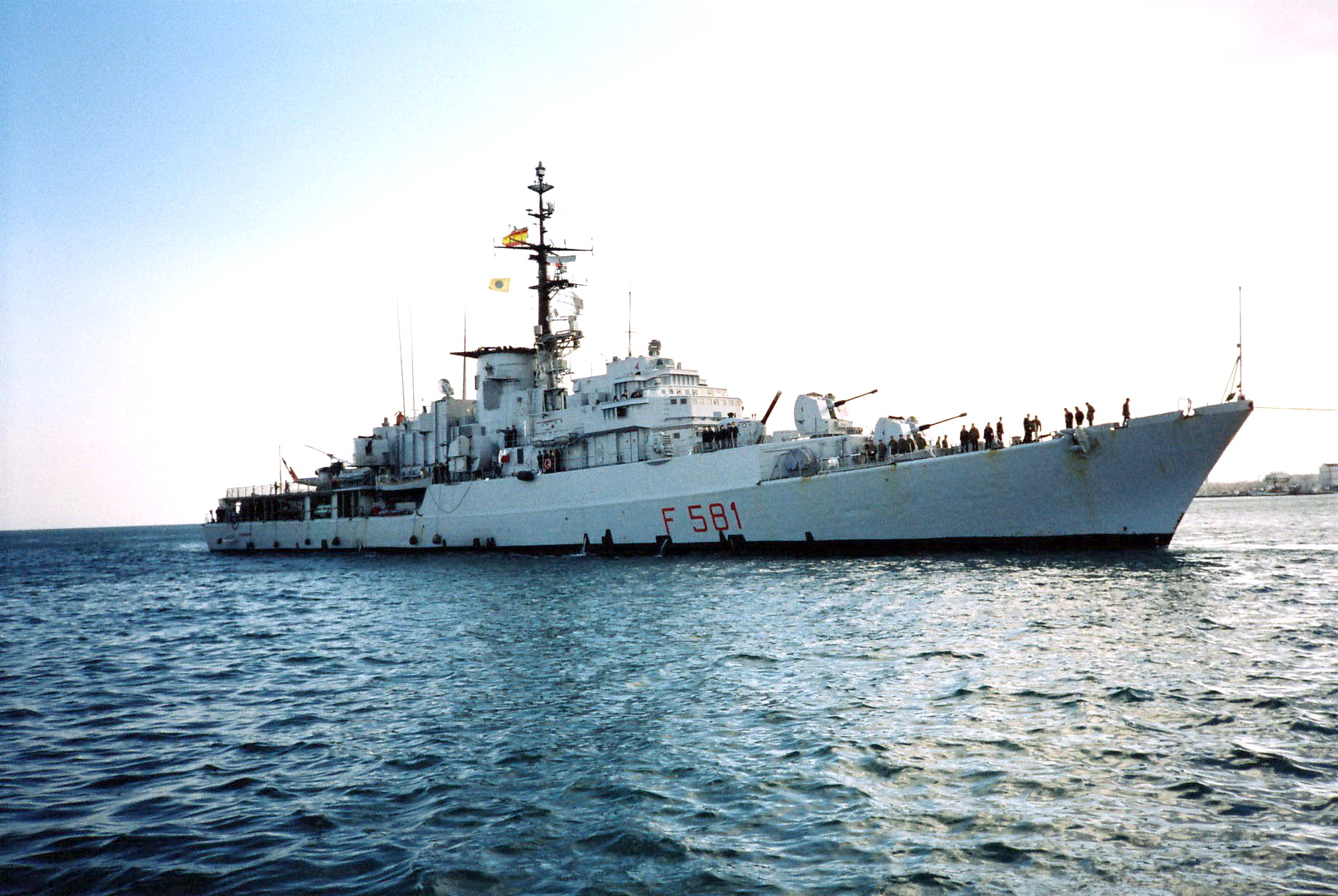
Nave Carabiniere a Malaga nel 1989 prima della trasformazione in nave esperienze
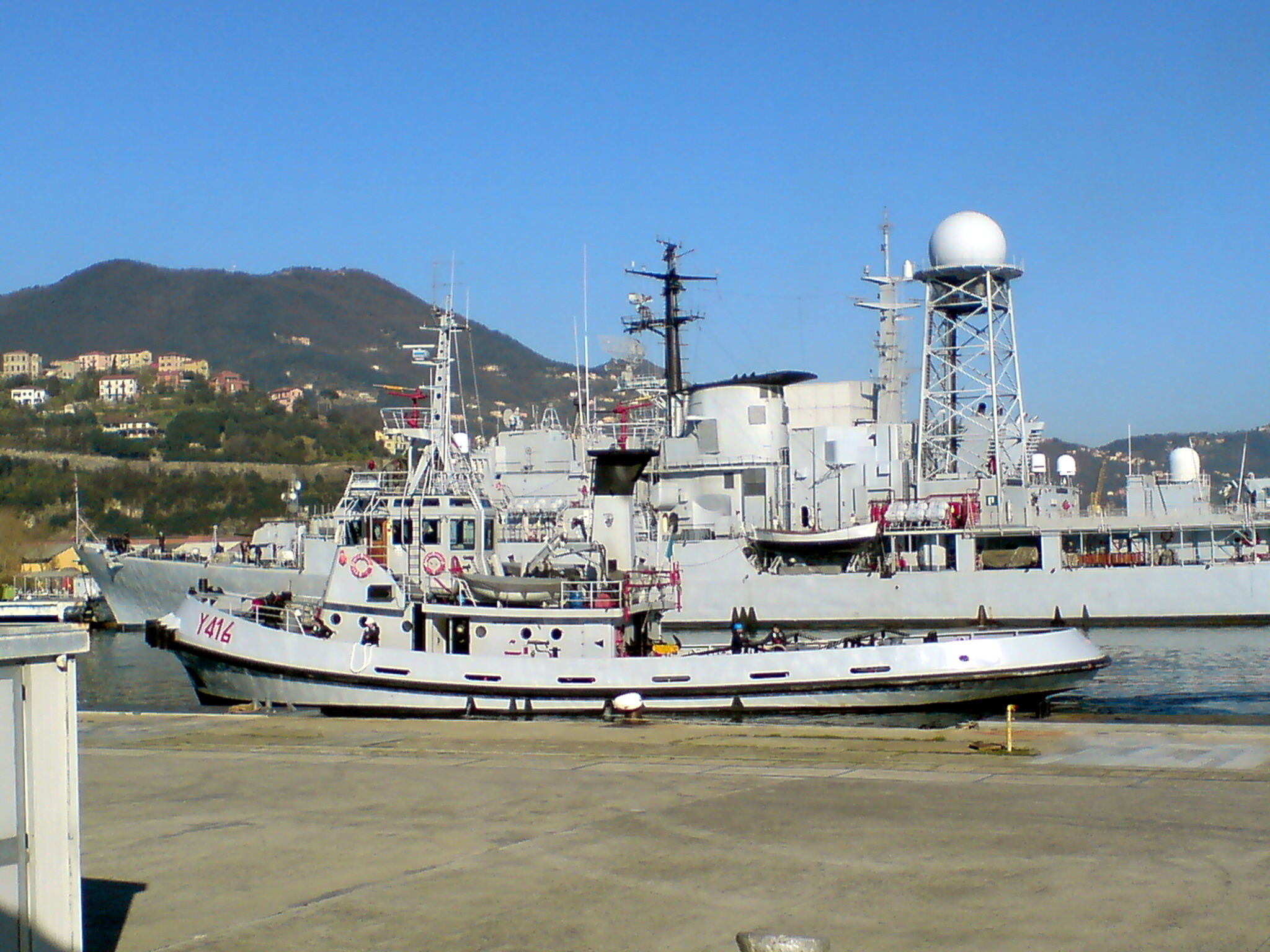
Nave Carabiniere nel ruolo di nave esperienze a La Spezia dietro il rimorchiatore Porto Torres; visibile il traliccio con il radar EMPAR

Il Carabiniere ha mantenuto la matricola F 581 pur essendo destinata ad un diverso ruolo. Tra i sistemi sperimentati il sistema VLS A-43, il Sistema antisiluro SLAT, il radar multifunzionale EMPAR (European Multifunction Phased Array Radar) SPY-790 parte integrante del sistema missilistico PAAMS (Principal Anti Air Missile System) che al termine della sperimentazione ha visto il suo impiego sul Cavour e sulle Orizzonte e verrà impiegato sulle unità del programma FREMM.
Il 19 novembre 2008 presso la banchina scali dell'Arsenale della Marina Militare di La Spezia, Nave Carabiniere ha ammainato per l'ultima volta la sua bandiera.